# (1980) Tezcatlipoca
(1980) Tezcatlipoca ist ein Asteroid des Amor-Typs, der am 19. Juni 1950 von A. G. Wilson und Å. A. E. Wallenquist am Observatorium von Mount Palomar entdeckt wurde.
Benannt wurde der Himmelskörper nach  Tezcatlipoca, dem aztekischen und toltekischen Gott der Nacht und der Materie.